# Zografklooster

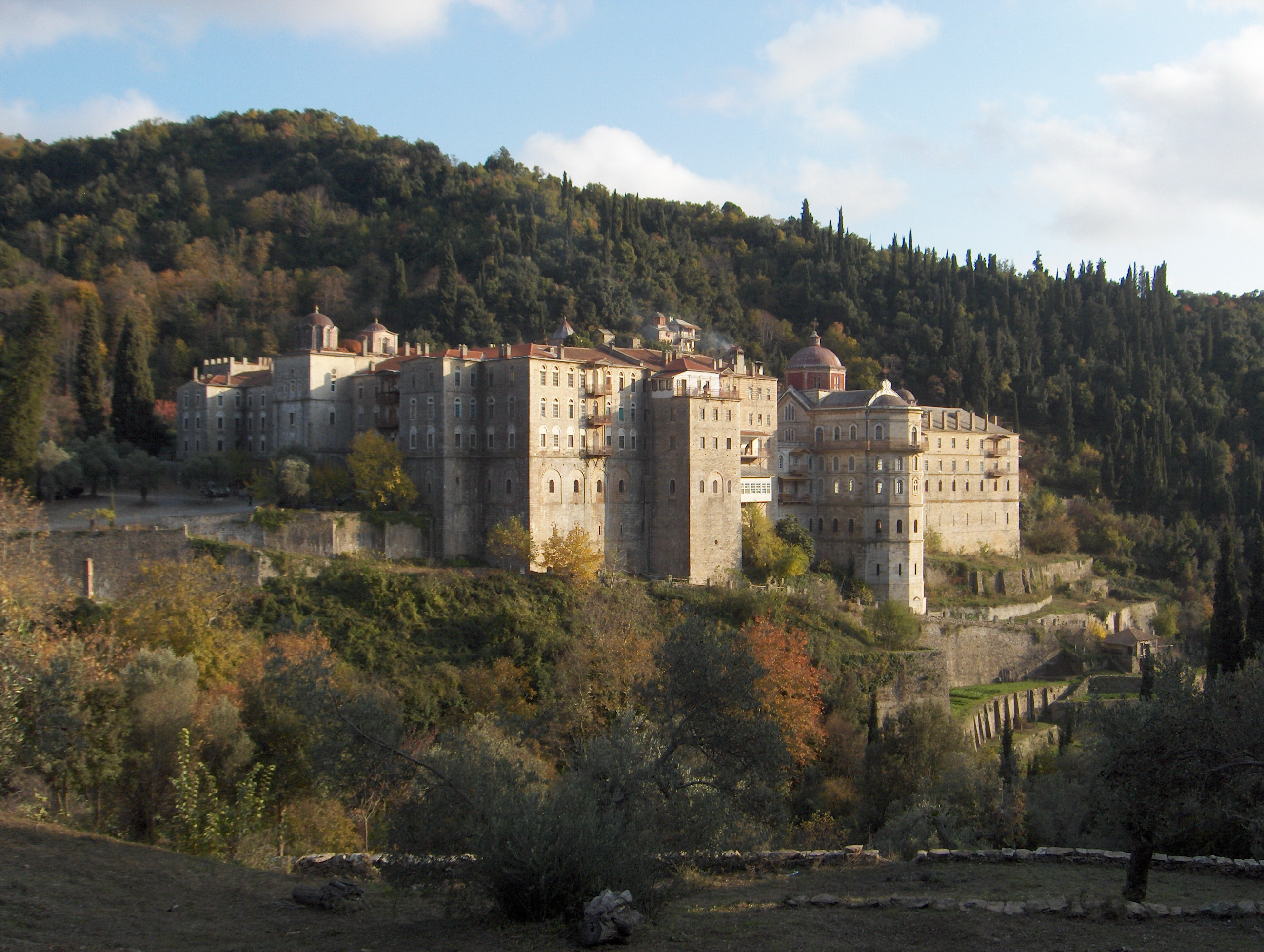
Het Zografklooster

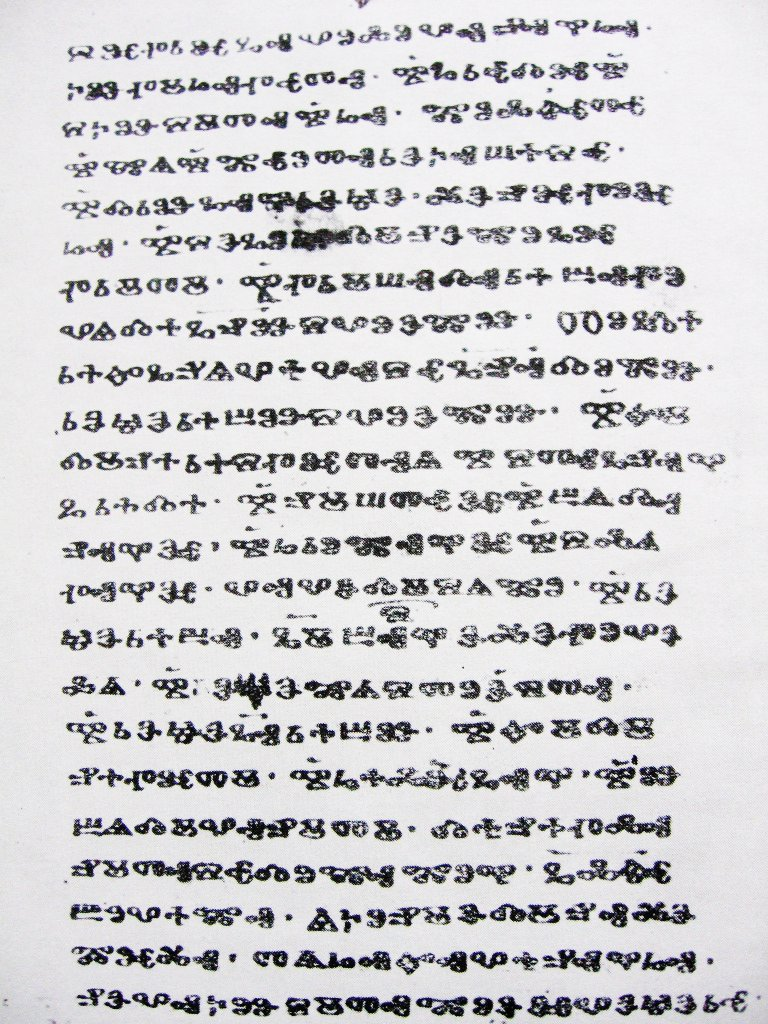
Een Oudkerkslavisch geschrift uit de bibliotheek

Het Zografouklooster (Bulgaars: Зографски манастир, Zografski manastir; Grieks: Μονή Ζωγράφου, Moní Zográfou) is een klooster in de Griekse kloosterstaat Athos.
Het is genoemd naar de heilige Sint Joris.
Het wordt bewoond door Bulgaarse monniken, die jurisdictioneel vallen onder het Oecumenisch patriarchaat van Constantinopel. Het oudste deel van het gebouw stamt uit de 9e of 10e eeuw.
Het klooster bezit een grote bibliotheek waarin onder andere een aantal Oudkerkslavische geschriften worden bewaard.
Daarnaast is er een 800 jaar oude icoon van Sint Joris te vinden.

## Geschiedenis
In 980 wordt er voor het eerst melding gemaakt van het klooster.
Het zou gesticht zijn door drie monniken uit het Macedonische Ohrid.

Leo VI van Byzantium zou hen hiervoor toestemming hebben gegeven.
- Bibliothèque nationale de France: cb12417462p (data)
- Gemeinsame Normdatei: 1218172-9
- International Standard Name Identifier: 0000 0000 9855 1214
- Library of Congress Control Number: n82075257
- Nationale Bibliotheek van Tsjechië: kn20030709002
- Nationale Bibliotheek van Israël: 987007349756705171
- Système universitaire de documentation: 033294194
- Virtual International Authority File: 146051528